# Fortifications de Dambach-la-Ville
Les fortifications de Dambach-la-Ville sont un monument historique situé à Dambach-la-Ville, dans le département français du Bas-Rhin.

## Localisation
Cette construction est située autour de Dambach-la-Ville.

## Historique
L'édifice fait l'objet d'une inscription au titre des monuments historiques depuis 1930.

## Architecture

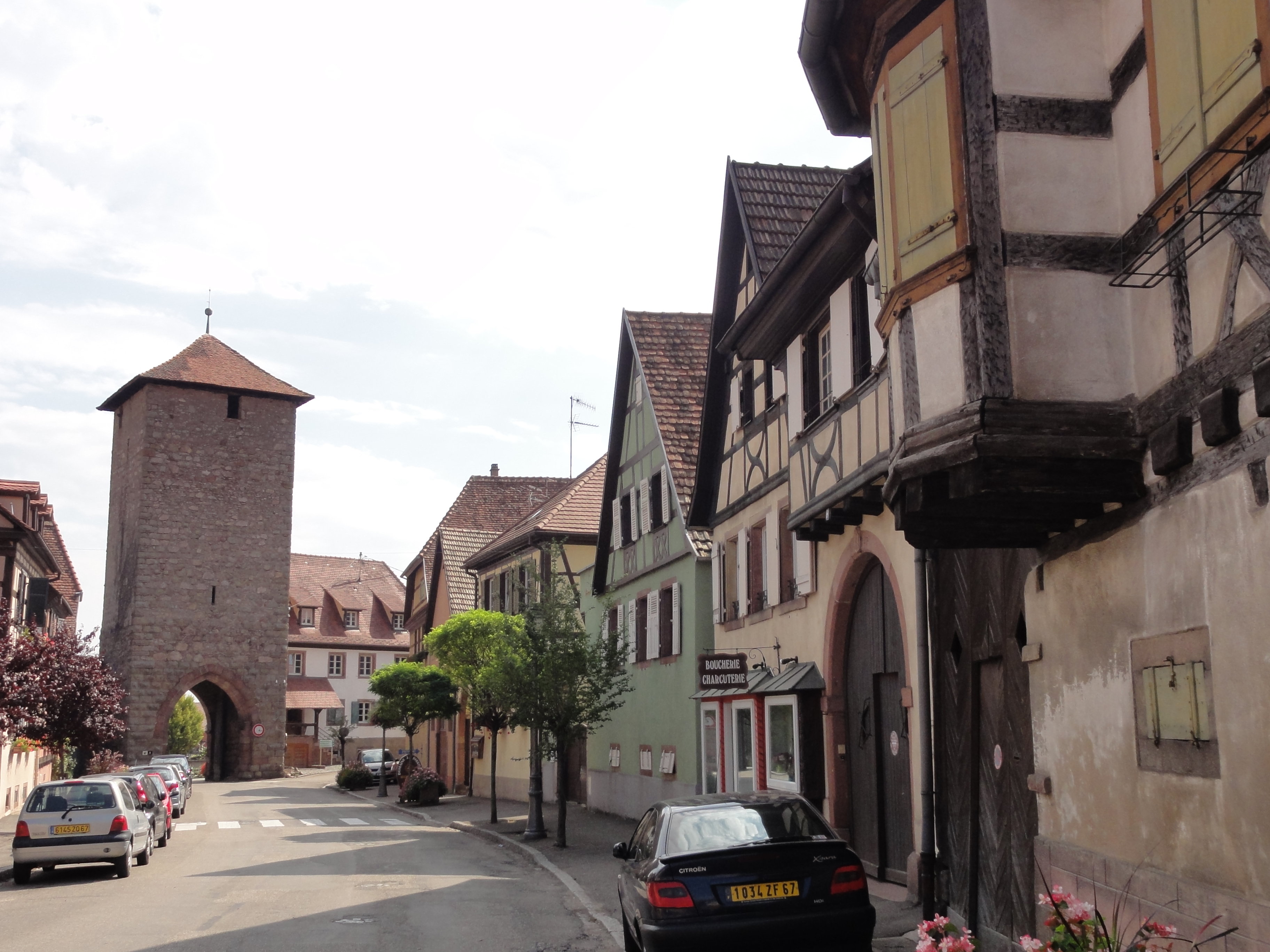
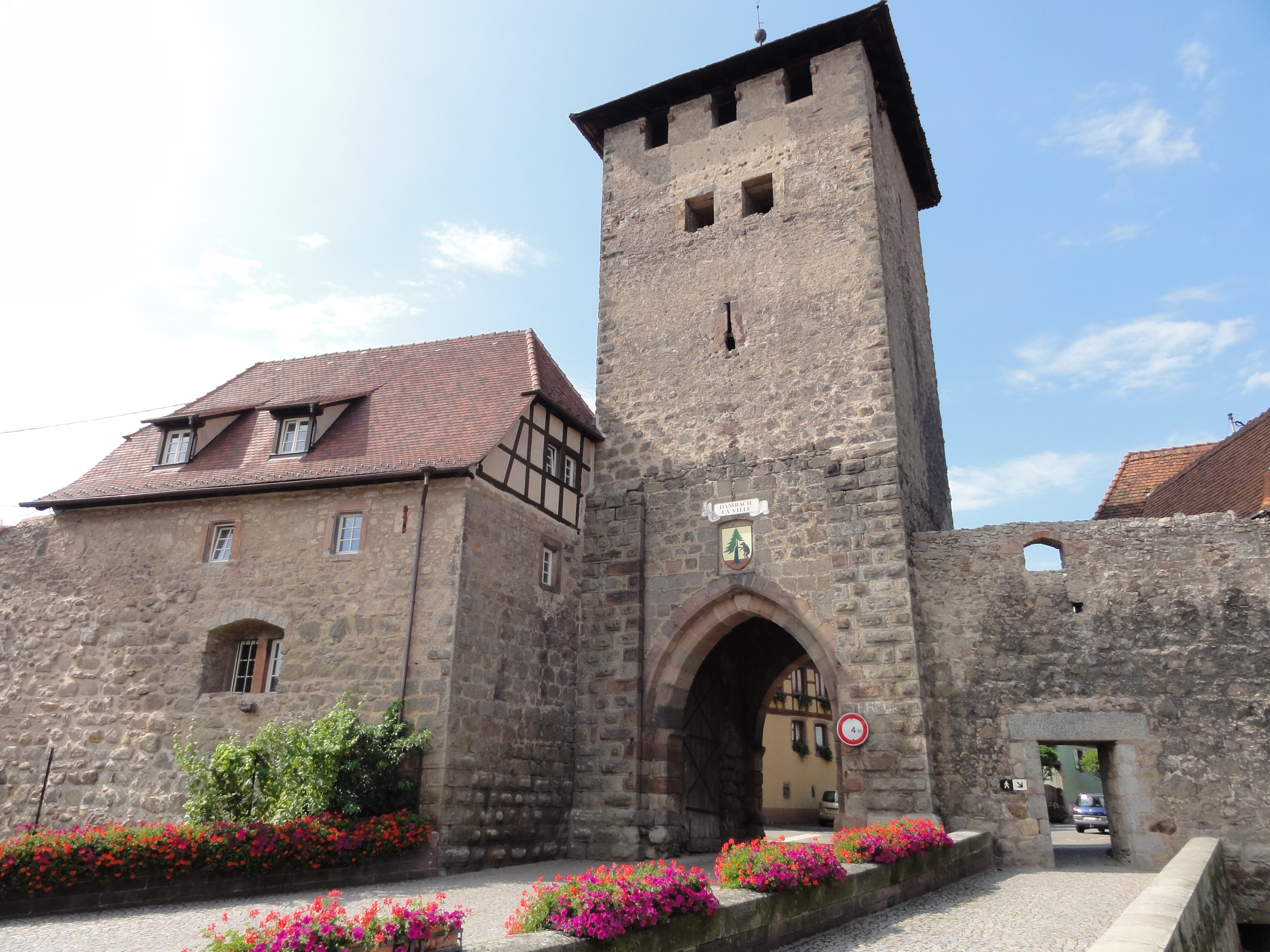
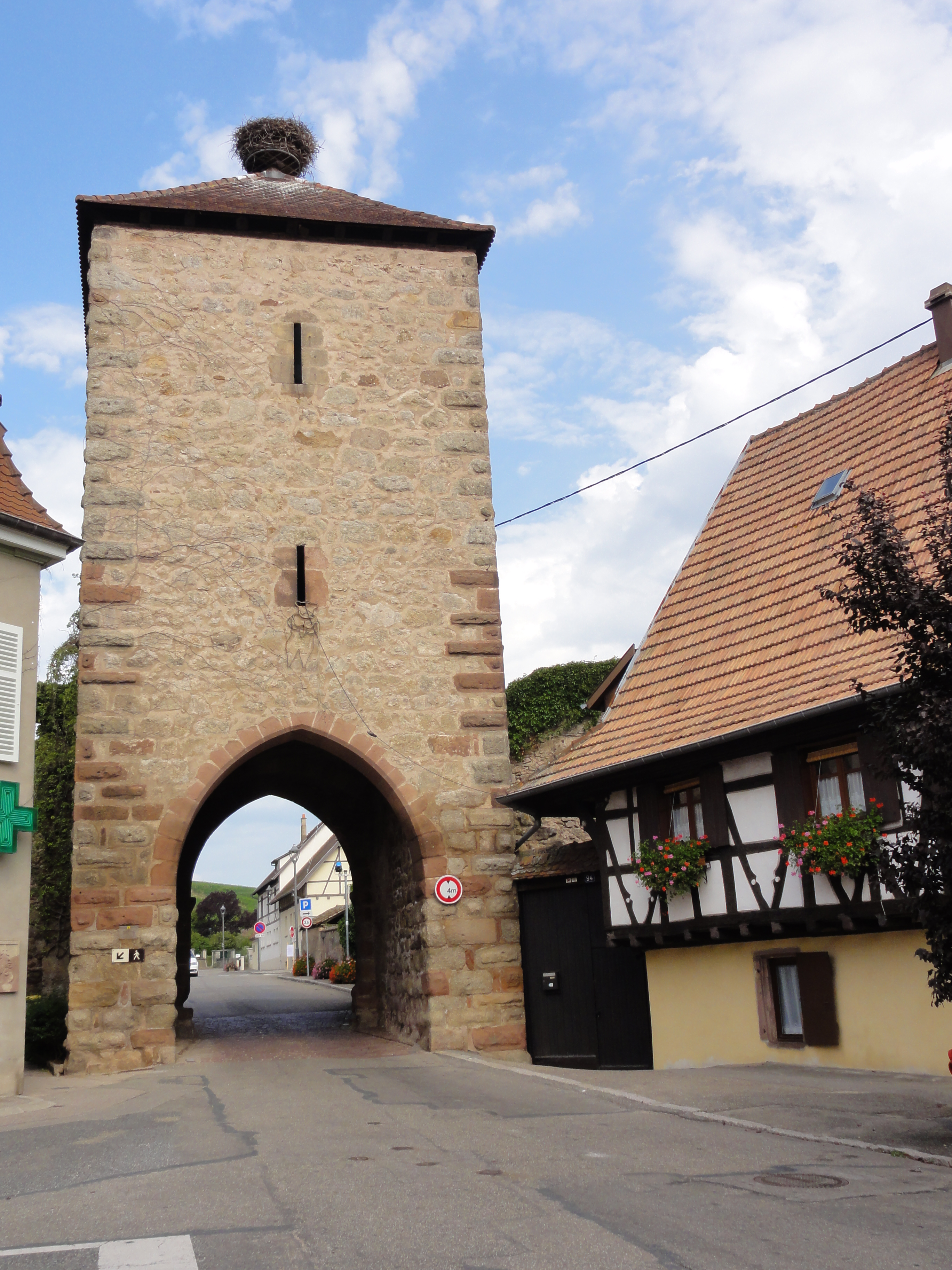